# Oxana Ravilovová
Oxana Ismailovna Ravilovová (rusky Оксана Исмаиловна Равилова; * 20. května 1967 Mirnyj, Ruská SFSR) je bývalá sovětská a ruská rychlobruslařka.
V 80. letech 20. století startovala na závodech v Sovětském svazu, prvního velkého mezinárodního závodu se zúčastnila v roce 1991, kdy se umístila jako sedmnáctá na Mistrovství světa ve sprintu. Na Zimních olympijských hrách 1992 skončila na šestnáctém (500 m) a patnáctém (1000 m) místě, na ZOH 1994 byla nejlépe devátá na kilometru. V roce 1993 získala bronzovou medaili na Mistrovství světa ve sprintu, stříbro získala na sprinterském šampionátu v roce 1995, o rok později byla čtvrtá. V závodě na 500 m na Mistrovství světa na jednotlivých tratích 1996 se umístila na šesté příčce. Zúčastnila se zimní olympiády 1998 (500 m – 21. místo). Po vynechaných sezónách 1998/1999 a 1999/2000 se vrátila k rychlobruslení, v letech 2002 a 2003 ale startovala už pouze na ruských šampionátech.
Jejím prvním manželem byl rychlobruslařský trenér Sergej Slojev, se kterým má dceru Jekatěrinu Slojevovou, rovněž rychlobruslařku. Společně s ní se v roce 2018 přestěhovala do Běloruska, kde začala pracovat jako učitelka tělocviku.